# Stransko
Stransko (în bulgară Странско) este un sat în Obștina Dimitrovgrad, Regiunea Haskovo, Bulgaria.

## Demografie
Componența etnică a satului Stransko
     Turci (1,09%)
     Bulgari (92,5%)
     Romi (6,03%)
     Nicio identificare (0,36%)
La recensământul din 2011, populația satului Stransko era de 547 locuitori. Din punct de vedere etnic, majoritatea locuitorilor (92,5%) erau bulgari, existând și minorități de romi (6,03%) și turci (1,09%). Pentru 0,36% din locuitori nu este cunoscută apartenența etnică.

## Hărți
- bgmaps.com
- emaps.bg
- Google